# Kerry Ingram
Kerry Danielle Ingram (Berkshire, 26 maggio 1999) è un'attrice britannica, conosciuta per il suo ruolo di Shireen Baratheon nella serie televisiva Il Trono di Spade (Game of Thrones) e per la sua partecipazione a musical teatrali, tra cui Matilda, per cui ha vinto il Laurence Olivier Award alla migliore attrice in un musical.
La Ingram è affetta da una forma di osteogenesi imperfetta.

## Filmografia

### Cinema
- Robin Hood, regia di Ridley Scott (2010)
- Ladri di cadaveri - Burke & Hare (Burke and Hare), regia di John Landis (2010)
- Les Misérables, regia di Tom Hooper (2012)

### Televisione
- Il Trono di Spade (Game of Thrones) – serie TV, stagioni 3-5, 10 episodi (2013-2015)
- Doctors – serie TV, 4 episodi (2014-2016)
- Wolf Hall – miniserie TV, 1 episodio (2015)
- Barbarians - Roma sotto attacco (Barbarians Rising) – serie TV, 1 episodio (2016)
- Free Rein – serie TV, 32 episodi (2017-2019)

## Teatro
- Oliver! (2010)
- Matilda the Musical (2011)